# نویکولن (لوکالیتی)
نویکولن (به آلمانی: Berlin-Neukölln) یک منطقهٔ مسکونی در آلمان است که در نویکولن واقع شده‌است. نویکولن ۱۶۷٬۲۴۸ نفر جمعیت دارد.

## خواهرخوانده
شهر بولونی-بیانکور خواهرخواندهٔ نویکولن (لوکالیتی) هست.